# Ticino (kanton)
Ticino, plným názvem Republika a kanton Ticino (italsky Repubblica e Cantone Ticino), je nejjižnější švýcarský kanton. Úředním jazykem na území kantonu je italština. Výjimkou je pouze walserská obec Bosco/Gurin, kde je úředním jazykem také němčina.
Kanton svým územím zcela obklopuje italskou enklávu Campione d’Italia. Společně s italsky mluvícími oblastmi kantonu Graubünden vytváří tzv. Svizzera italiana (italsky mluvící Švýcarsko). Dialekty lombardštiny (Ticinese) jsou zde, zejména v údolích, stále rozšířené, nemají už však oficiální status. Hlavním městem kantonu je Bellinzona, největším však Lugano.
Kanton je pojmenován podle řeky Ticino, v němčině a francouzštině je znám pod názvem Tessin (s rozdílnou výslovností).

## Geografie
Ticino tvoří největší část italsky mluvícího Švýcarska. Spolu se čtyřmi jižními údolími Graubündenu – Val Bregaglia, Val Calanca, Val Mesolcina a Val Poschiavo tvoří tzv. Svizzera italiana (italské Švýcarsko). Leží na jižní straně Alp a je z velké části obklopeno Itálií; na severu a severovýchodě sousedí se švýcarskými kantony Graubünden, Valais a Uri. Campione d’Italia tvoří italskou enklávu. Rozkládá se na ploše 2812 km², což je 7 % celkové rozlohy Švýcarska. Přibližně čtvrtina území je považována za neproduktivní a třetina je zalesněná. Důležité vlivy tvoří dvě velká jezera, Lago Maggiore (na italské straně známé pod názvem Verbano) a Lago di Lugano (známé také jako Ceresio).
Průsmyk Monte Ceneri dělí území kantonu na dvě části. Severní, mnohem hornatější část, zvanou Sopraceneri, tvoří dvě velká švýcarská údolí kolem jezera Lago Maggiore: údolí řeky Ticino a údolí Maggia. Jižní část, zvaná Sottoceneri, se rozkládá okolo Luganského jezera.
Nejvyšším bodem je Rheinwaldhorn (italsky Adula) ve výšce 3402 m n. m., nejnižším bodem je hladina jezera Lago Maggiore ve výšce 193 m n. m., která je zároveň nejnižším bodem Švýcarska.
Nejdelší řekou kantonu je Ticino. Odvodňuje většinu kantonu, jímž protéká ze severozápadu přes údolí Bedretto a Leventinu, a vlévá se do Lago Maggiore blízko Locarna. Její hlavní přítoky jsou řeky Brenno v údolí Blenio, a Moesa v údolí Val Mesolcina, které náleží ke kantonu Graubünden. Krajina kantonu je tvarována řekou, která se ve své střední části formuje do širokého údolí, běžně známého jako Riviera.
Západní část kantonu je však odvodňována řekou Maggia. Údolí Verzasca se rozkládá mezi řekami Ticinem a Maggiou. Malá část kantonu je odvodňována přímo do Luganského jezera. Většina kantonu patří k Alpám, malá část však patří k Pádské nížině, která se rozkládá převážně v severní Itálii.

## Historie

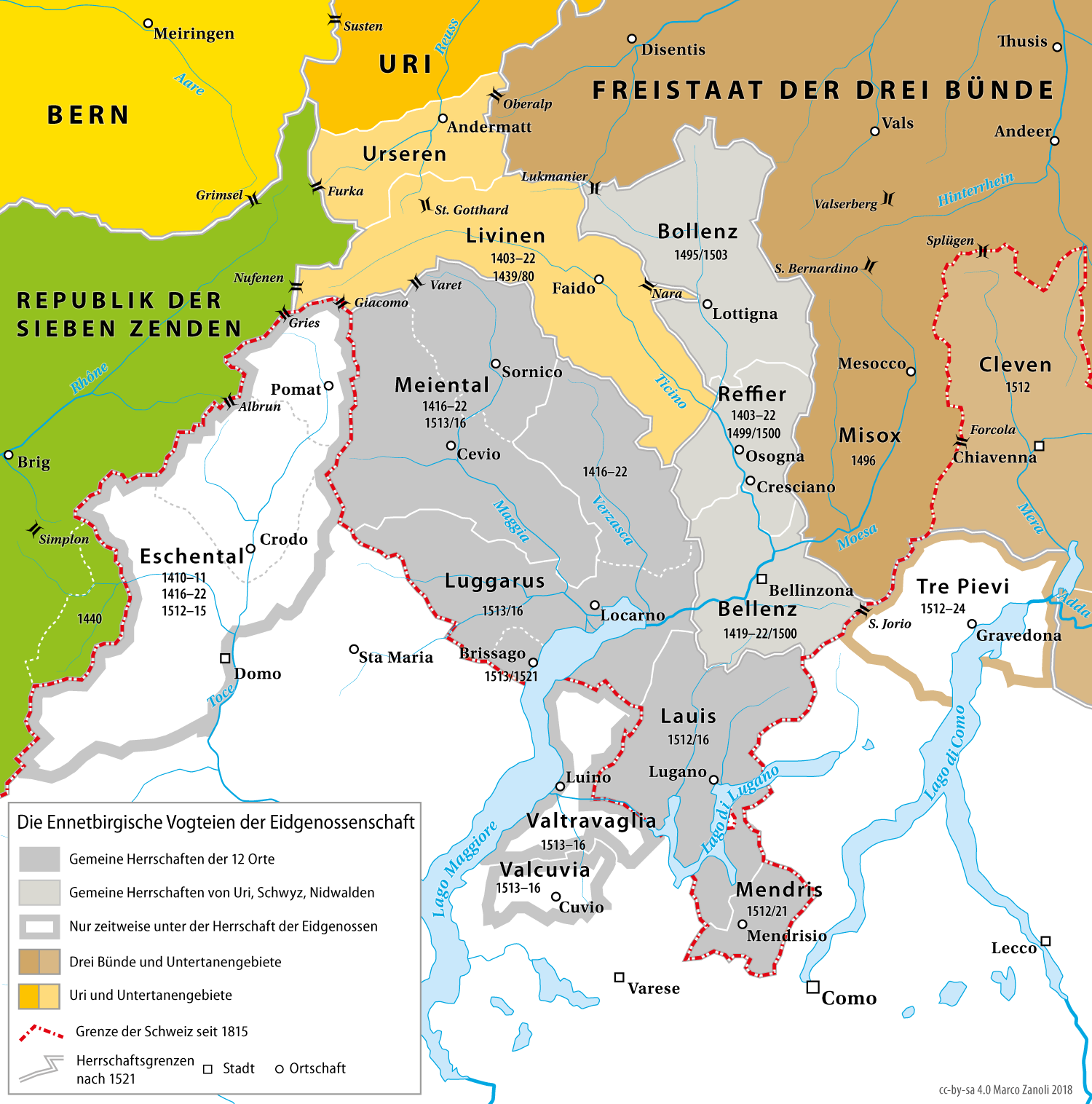
Někdejší zaalpská území Švýcarské konfederace

Ve starověku bylo území dnešního Ticina osídleno keltským kmenem Lepontiů. Později, pravděpodobně za vlády Augusta, se stalo součástí Římské říše. Po pádu Západořímské říše bylo ovládnuto Ostrogóty, Langobardy a Franky. Okolo roku 1100 bylo centrem bojů mezi svobodnými komunami Milánem a Como; ve 14. století je k Milánskému vévodství připojili Viscontiové. V 15. a 16. století je, během zaalpských tažení, postupně dobyla Švýcarská konfederace.

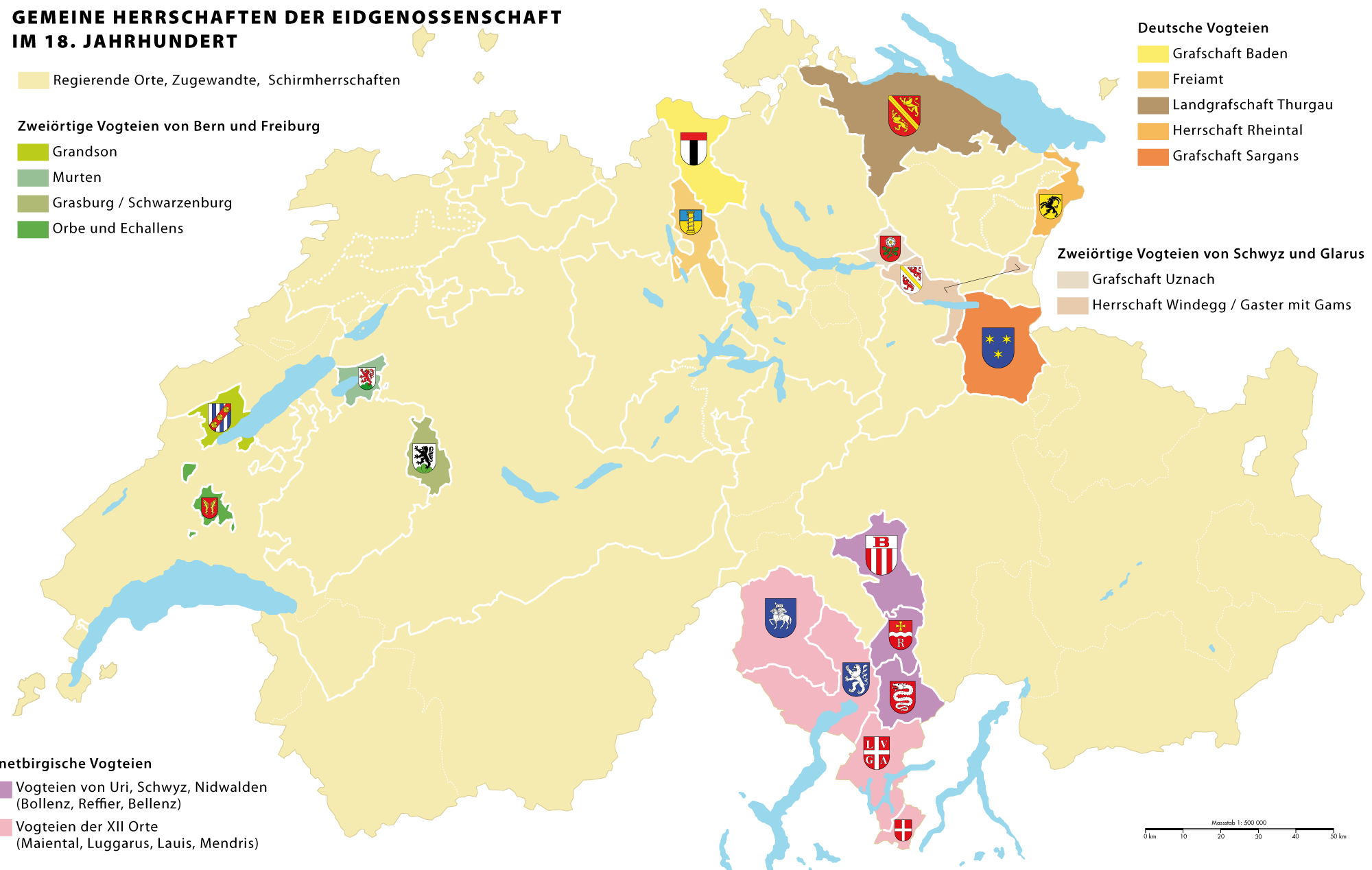
Společná panství Švýcarské konfederace v 18. století

Roku 1403 získal kanton Uri dnešní okres Leventina. V letech 1418 a 1419 dobyly švýcarské jednotky další území. První neúspěch přinesla bitva u Arbeda roku 1422, kde byli Švýcaři poraženi Milánským vévodstvím a ve smlouvě z roku 1426 byla hranice s Milánským vévodstvím navrácena zpět na Gotthardský průsmyk. Obnovená tažení probíhala v letech 1439, 1441 a 1447, dokud nebyli Švýcaři v roce 1449 znovu poraženi vojsky Zlaté ambroziánské republiky v bitvě u Castione.
V roce 1466 milánský vévoda slíbil, že odstoupí Leventinu Švýcarsku, ale svůj slib plnil pomalu, a protože Švýcaři bojovali v burgundských válkách, uzavřel dokonce s Burgundskem spojenectví. To kanton Uri přimělo poslat do Leventiny výpravu, kterou místní obyvatelé vítali jako osvoboditele. Švýcaři se pokusili dobýt i Bellinzonu, ale po dvoutýdenním obléhání to vzdali a vrátili se domů. Bitva o Giornico z roku 1478 byla švýcarským vítězstvím, ve kterém se jednotkám kantonu Uri o síle asi 175 mužů, s podporou asi 400 mužů z místního obyvatelstva, podařilo porazit milánskou armádu o síle 10 000 mužů. Smlouvou z Lucernu ze 3. března 1480 byla Leventina Milánským vévodstvím odstoupena kantonu Uri, zatímco Bellinzona zůstávala součástí Milánského vévodství.
Roku 1487 chtěly kantony Valais a Lucern připojit Ossolské údolí v dnešní Itálii. Švýcaři obléhali Domodossolu a drancovali údolí a byli drtivě poraženi armádou Milánského vévodství v bitvě u Crevoly v dubnu 1487.

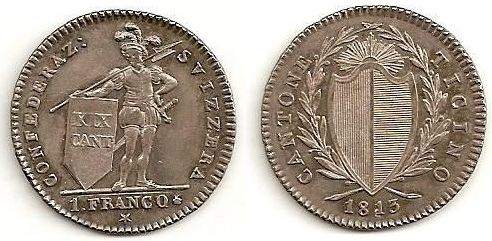
Ticinský frank (mince z roku 1815)

Při tažení roku 1500 dobyla vojska kantonů Nidwalden, Schwyz a Uri města Bellinzona a Riviera, která byla roku 1503 oficiálně přiznána konfederaci Ludvíkem XII. Do dalšího tažení už byla zapojena vojska ze všech tehdejších 12 švýcarských kantonů. V bitvě u Noravy roku 1513 zvítězilo Švýcarsko. Konfederace a tři spojenecké graubündenské spolky jí zajistily držení Locarna, Lugana, dnešního okresu Vallemaggia, Mendrisia, Cuvia, Ravaglie, Chiavenny, Bormia, Tre Pievi a Valtelliny. Roku 1515 bylo Švýcarsko poraženo Františkem I. Francouzským v bitvě u Marignana a vzdalo další výboje, ale mír z roku 1516 mu umožnil ponechat si získaná území, s výjimkou Ossolského údolí, která bylo předáno zpět Milánskému vévodství. Uzemí moderního kantonu představuje poslední území, které kdy Švýcarska konfederace dobyla. Celé území moderního kantonu bylo rozděleno na osm fojtství (ne příliš odlišných od okresů moderního kantonu Ticino), z nichž Leventina zůstávala až do roku 1798 přímou součástí kantonu Uri, zatímco zbytek území byl spravován společně tehdejšími 12 kantony.

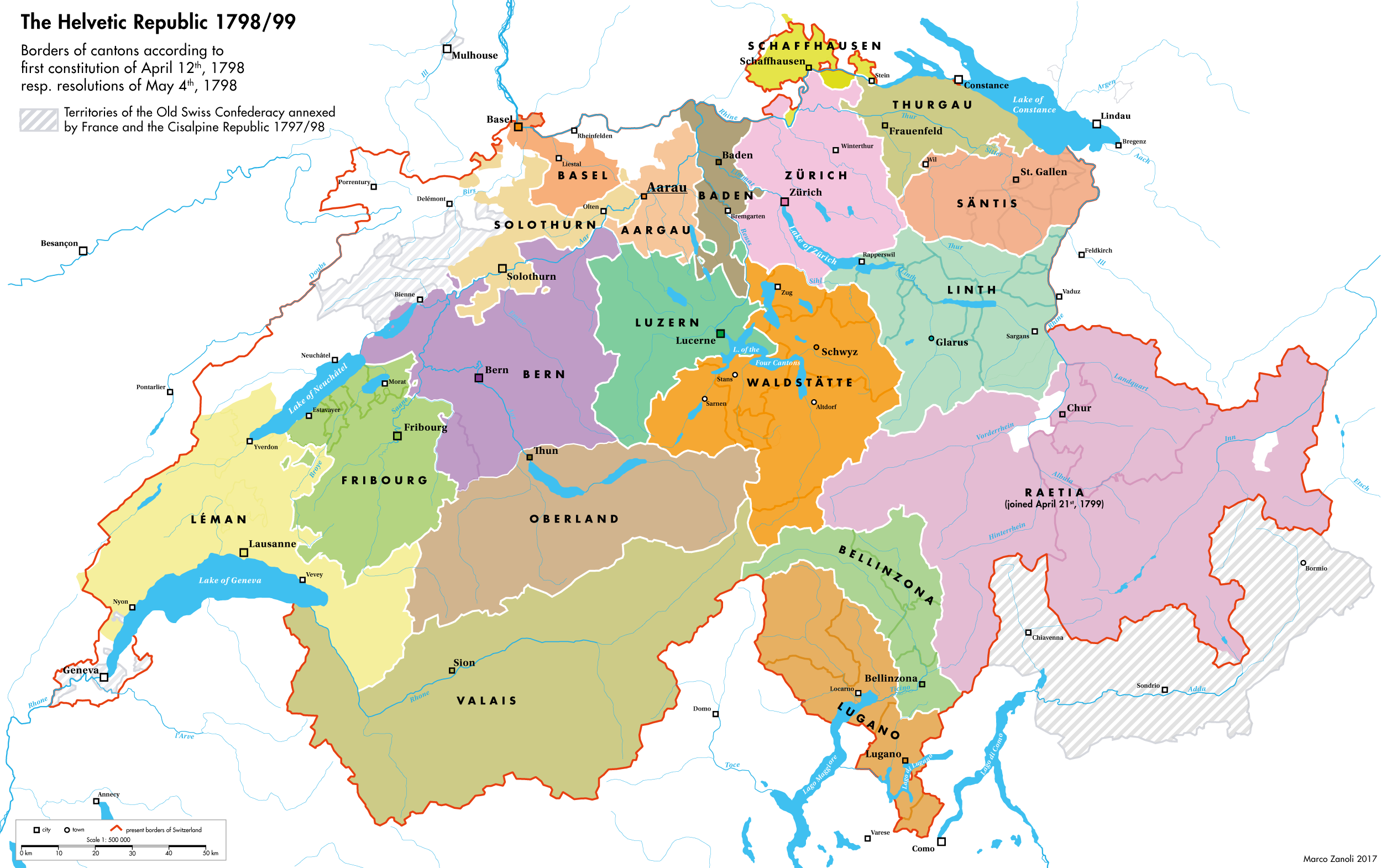
Územně správní organizace Helvétské republiky

Roku 1755 Leventina neúspěšně povstala proti Uri. V únoru 1798 byl pokus o anexi Cisalpinskou republikou odražen dobrovolnickou milicí v Luganu. Roku 1798 byla Švýcarsko ovládnuto Francií, došlo k vyhlášení Helvétské republiky a na území dnešního kantonu Ticino vznikly dva kantony Bellinzona a Lugano, existující do roku 1803, přičemž Leventina byla od kantonu Uri oddělena a nově začleněna do kantonu Bellinzona. Oba kantony se však dostaly do finančních problémů a tak byly roku 1803 sloučeny do nového kantonu Ticino, který se stal, podle Mediačních aktů, současně plnoprávným členem obnovené Švýcarské konfederace. Po invazi Jižní koalice do Švýcarska 29. prosince 1813 ztratila Mediační akta platnost a kanton Uri se neúspěšně pokusil o znovupřipojení Leventiny ke svému území. V letech 1813 až 1850 používal kanton vlastní měnu ticinský frank, který byl následně nahrazen švýcarským frankem.
Do roku 1878 se v postavení kantonální metropole střídala tři největší města Bellinzona, Lugano a Locarno, poté se trvalou metropolí stala Bellinzona. V období 1870–1891 byla v kantonu politická nestabilita a jeho úřady potřebovaly v letech 1870, 1876, 1889 a 1890–1891 pomoc federální vlády, aby nastolily pořádek v některých případech.

## Politika

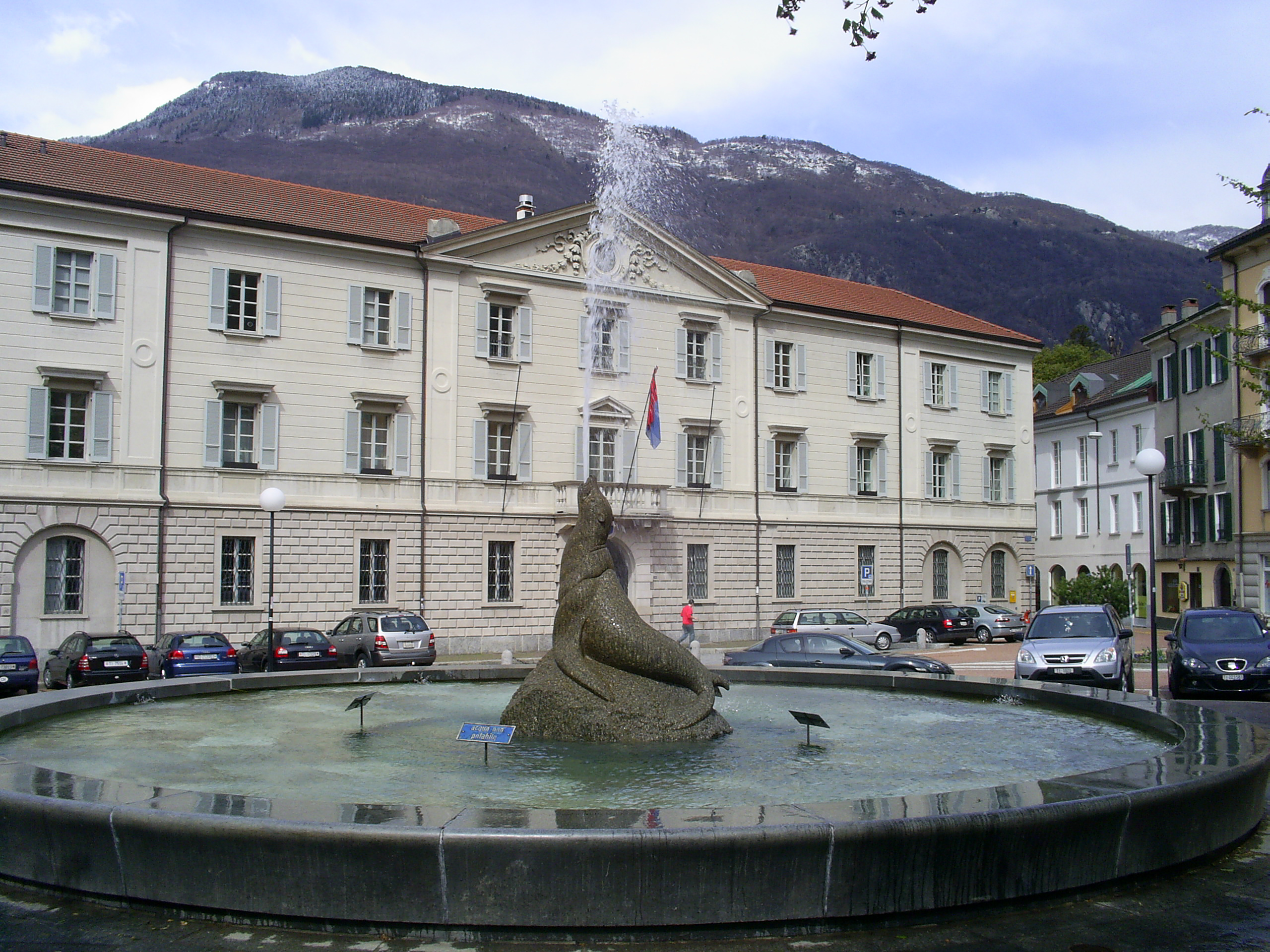
Sídlo kantonální vlády v Bellinzoně

Současná kantonální ústava pochází z roku 1997. Předchozí ústava byla schválena roku 1830, téměř 20 let před ústavou Švýcarské konfederace.

### Parlament
Zákonodárným orgánem je Velká rada (Gran Consiglio), která je kantonálním parlamentem. Skládá se z 90 členů, kteří jsou voleni každé čtyři roky v jednom volebním obvodu podle poměrného zastoupení.

### Přímá demokracie
Změny ústavy podléhají povinnému referendu, a proto musí být podrobeny lidovému hlasování (dle čl. 82 kantonální ústavy). Legislativní akty nebo jejich změny, obecně závazné legislativní vyhlášky, rozhodnutí o výdajích na jednorázové výdaje vyšší než jeden milion švýcarských franků nebo na každoročně se opakující výdaje vyšší než 250 000 švýcarských franků, jakož i legislativní smlouvy státu podléhají fakultativnímu referendu, pokud o to požádá nejméně 7000 voličů nebo jedna pětina obcí do 60 dnů od zveřejnění žádosti v úředním věstníku (dle čl. 42 a následujících).
Lidé mohou sami navrhovat zákony a změny zákonů formou zákonodárné iniciativy, pokud návrh v tomto smyslu podpoří 7000 voličů do 100 dnů od zveřejnění žádosti v Úředním věstníku (dle čl. 37 a následujících). Iniciativy na změnu ústavy vyžadují podporu 10 000 voličů; i zde musí být podpisy shromážděny do 100 dnů od zveřejnění petice v Úředním věstníku (dle čl. 82 a následujících).

### Vláda
Nejvyšším výkonným orgánem je Státní rada (Consiglio di Stato), jak se v Ticinu nazývá kantonální vláda. Skládá se z pěti členů, kteří jsou voleni přímo občany každé čtyři roky v jednom volebním obvodu podle systému poměrného zastoupení. Členové Státní rady volí ze svého středu vždy na jeden rok kantonálního prezidenta.
15 000 voličů může požadovat konání referenda o odvolání Státní rady. Velká rada může odvolat člena Státní rady absolutní většinou svých hlasů.

### Soudnictví

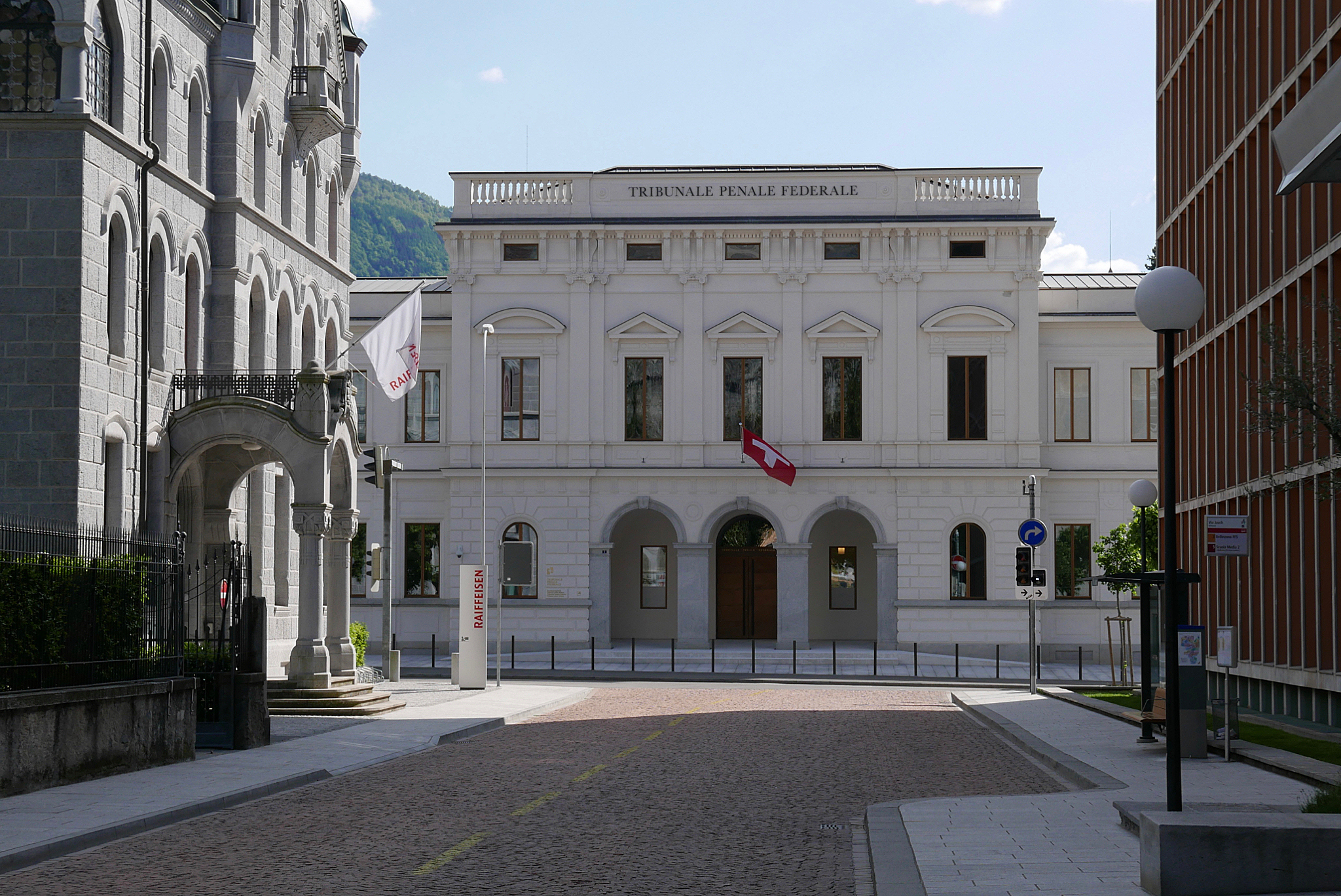
Budova Federálního trestního soudu v Bellinzoně

Civilní soudnictví vykonávají smírčí soudci (Giudice di Pace; smírčí orgán), pretori (v prvním stupni) a odvolací soud (Tribunale di appello; ve druhém stupni), trestní soudnictví vykonává trestní soud (Tribunale penale cantonale) a pretura penale (oba v prvním stupni), odvolací soud (Corte di appello e di revisione penale; ve druhém stupni) a soudce pro mladistvé.
Správní soudnictví vykonávají tři zvláštní senáty odvolacího soudu, které fungují jako správní soud (Tribunale cantonale amministrativo), pojišťovací soud (Tribunale cantonale delle assicurazioni) a daňový soud (Camera di diritto tributario), jakož i soud pro vyvlastnění (Tribunale delle espropriazioni).
S výjimkou lidově volených smírčích soudců jsou soudci voleni Velkou radou; jejich funkční období je vždy deset let. Na soudce dohlíží Soudní rada (Consiglio della magistratura), která se skládá ze čtyř osob volených Velkou radou a tří osob volených soudci na plný úvazek.
V Bellinzoně sídlí také Federální trestní soud (Tribunale penale federale).

### Obce, kraje a okresy
Politické obce (comuni) jsou autonomní v rámci kantonálního státního a správního práva. Vykonávají obecné veřejné funkce na místní úrovni. Občanské obce (patriziati) a římskokatolické a evangelické reformované farnosti jsou rovněž veřejnoprávně uznány a odpovídají za záležitosti místních občanů a členů církve.
Dnes jsou kraje (circoli) pouhými smírčími soudními okresy. V kantonální správě již nehrají žádnou roli, a proto již nejsou zmíněny v kantonální ústavě z roku 1997. Obce se seskupují do okresů (distretti), jež slouží k decentralizaci správy.

## Hospodářství

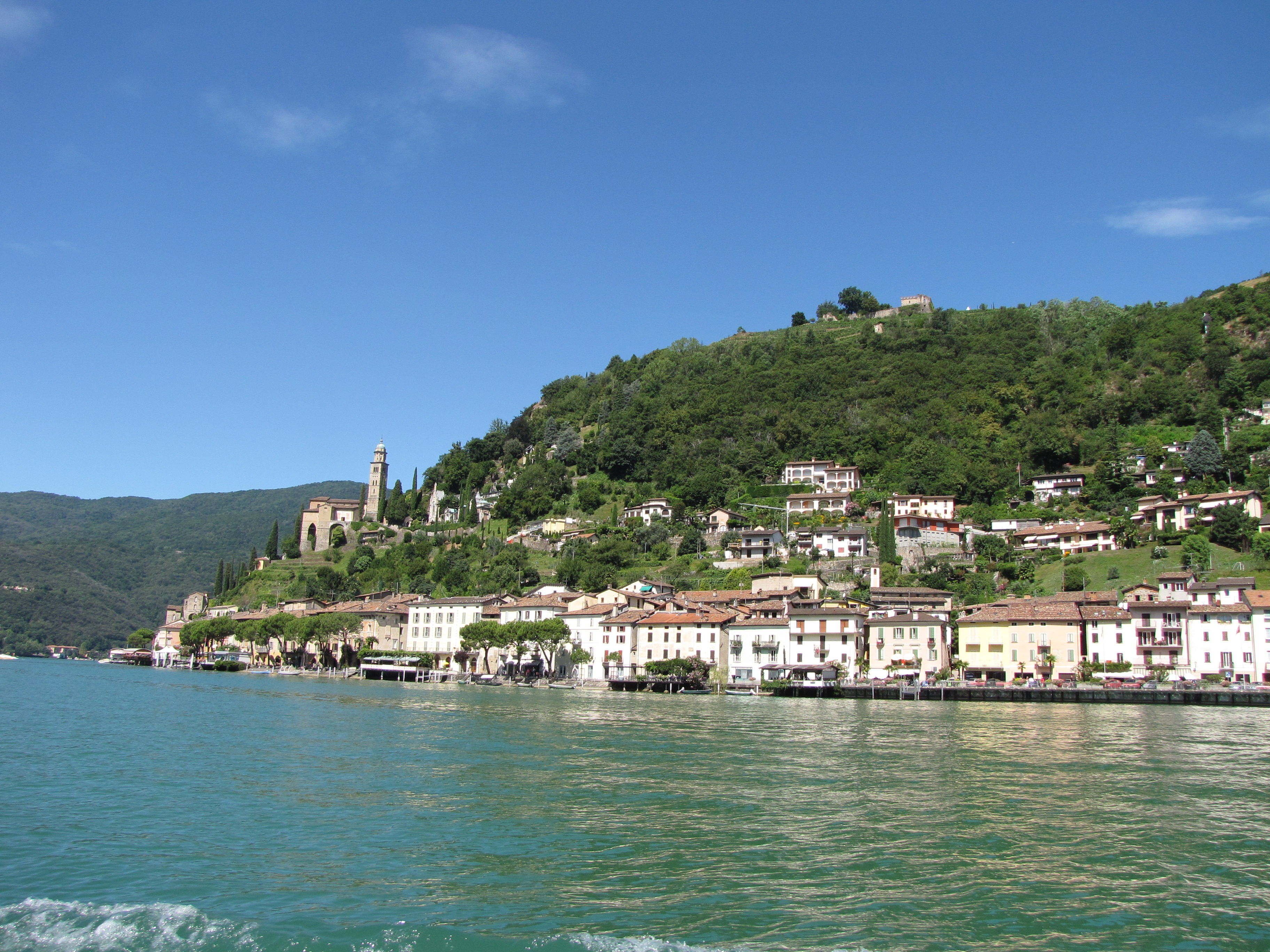
Morcote, známá rekreační obec na břehu Luganského jezera

V roce 2018 činil v kantonu Ticino hrubý domácí produkt (HDP) na obyvatele 87 612 švýcarských franků. Míra nezaměstnanosti k 30. červnu 2021 činila 2,8 %, tedy stejně, jako na federální úrovni.

### Turismus
Mnoho návštěvníků, zejména z německy mluvícího Švýcarska a Německa, přijíždí do Ticina, aby si užili nádhernou krajinu, středomořské klima a italskou atmosféru v kombinaci se švýcarskými přednostmi. V roce 2012 přijelo 21,3 milionu hostů, z toho 58 % tvořili jednodenní návštěvníci, 20 % jednodenní návštěvníci a 22 % ostatní osoby (nákupy, kasina, tranzit). Rekreační byty, prázdninové domy a chaty tvoří 36 % přenocování.
Kanton je zejména ve venkovských oblastech poměrně závislý na cestovním ruchu; v tomto odvětví pracovalo 12 % zaměstnanců. Počet přenocování v hotelech se poprvé od roku 2016 mírně zvýšil. Reforma místních a kantonálních organizací cestovního ruchu, zavedení karty Ticinoticket pro hotelové hosty a otevření Gotthardského tunelu přispěly k oživení a zlepšení turistického ruchu.
Mezi nejvýznamnější turistická centra patří jezero Maggiore, Lugano, města Bellinzona, Locarno, Ascona a Lugano. Kromě toho je zde mnoho hor, údolí, vesnic a vesniček, z nichž většina ještě není přeplněna turisty a zachovala si mnoho ze svého původního kouzla s jednoduchou výstavbou a venkovským, klidnějším způsobem života.

## Doprava

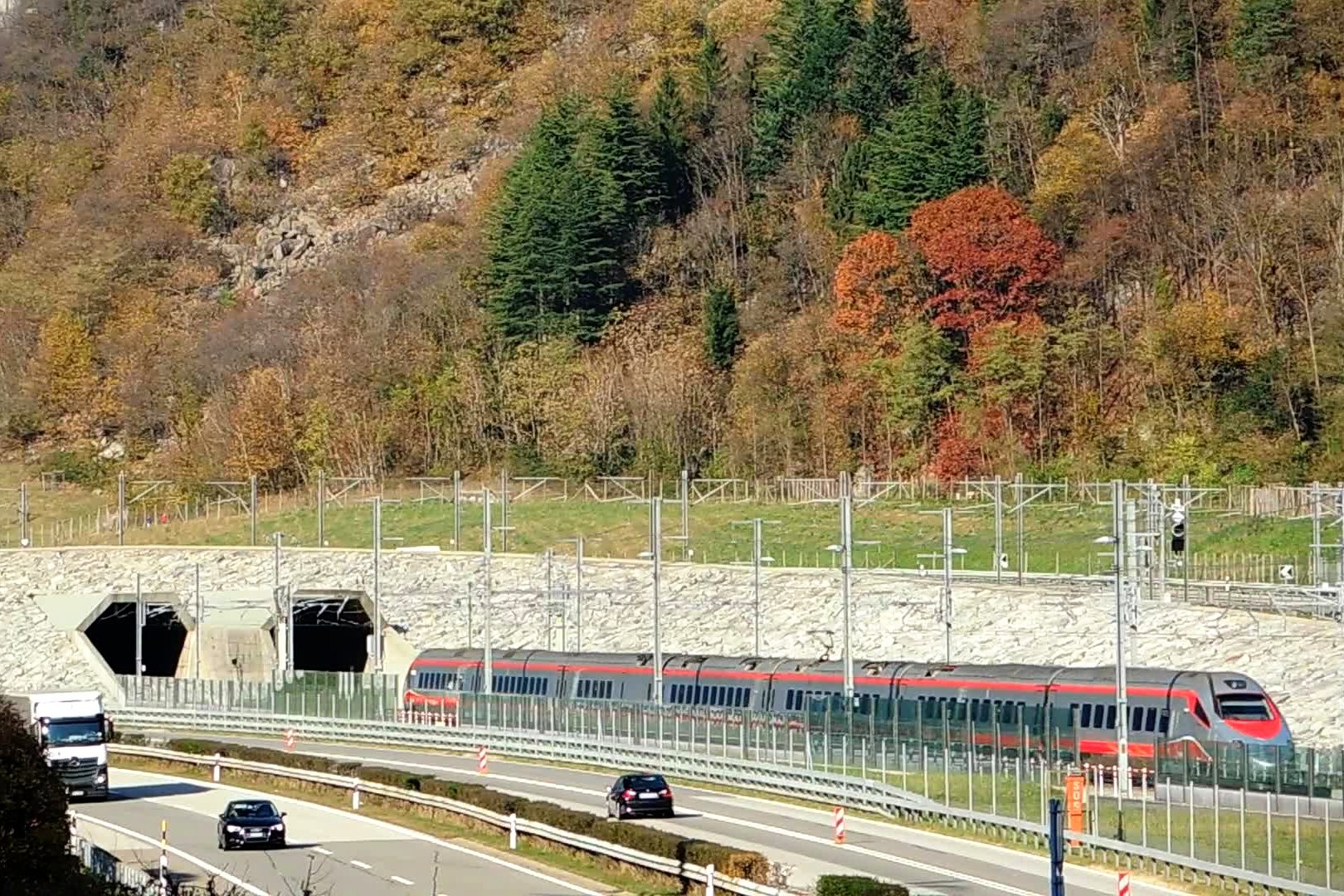
Jižní portál Gotthardského úpatního tunelu

Kanton od svého založení vedl boj proti geografické izolaci od zbytku země a vynakládal obrovské investice do rozšiřování silnic přes horské průsmyky; přitom zůstával dlouho bezmocný vůči uzavírkám alpských přechodů v zimním období, které byly způsobeny povětrnostními vlivy.
Otevřením Gotthardské dráhy a Gotthardského železničního tunelu v roce 1882 bylo poprvé vytvořeno celoroční spojení mezi kantonem a zbytkem Švýcarska. Zároveň se Gotthardská dráha stala dopravní tepnou, procházející celým kantonem od severu k jihu. Ve druhé polovině 20. století následovalo dokončení dvou celoročních silničních spojení, a to silniční tunel San Bernardino v sousedním kantonu Graubünden, otevřený 1. prosince 1967, a Gotthardský silniční tunel, který byl otevřen pro dopravu 5. září 1980.
Od roku 2016 je v provozu 57 km dlouhý Gotthardský úpatní tunel, který zkracuje dobu jízdy z Curychu do Milána přibližně o jednu hodinu na 2 hodiny a 40 minut a stává se tak konkurenceschopnou alternativou k letecké dopravě a automobilům. Jeho jižní portál se nachází u obce Bodio. Od svého dokončení v roce 2016 je nejdelším železničním tunelem na světě a má odlehčit Gotthardskému silničnímu tunelu a Gotthardskému železničnímu tunelu, které jsou přetížené rostoucí nákladní a osobní dopravou.
V roce 2021 byla míra automobilizace (počet osobních automobilů na 1000 obyvatel) 631.

## Správní členění

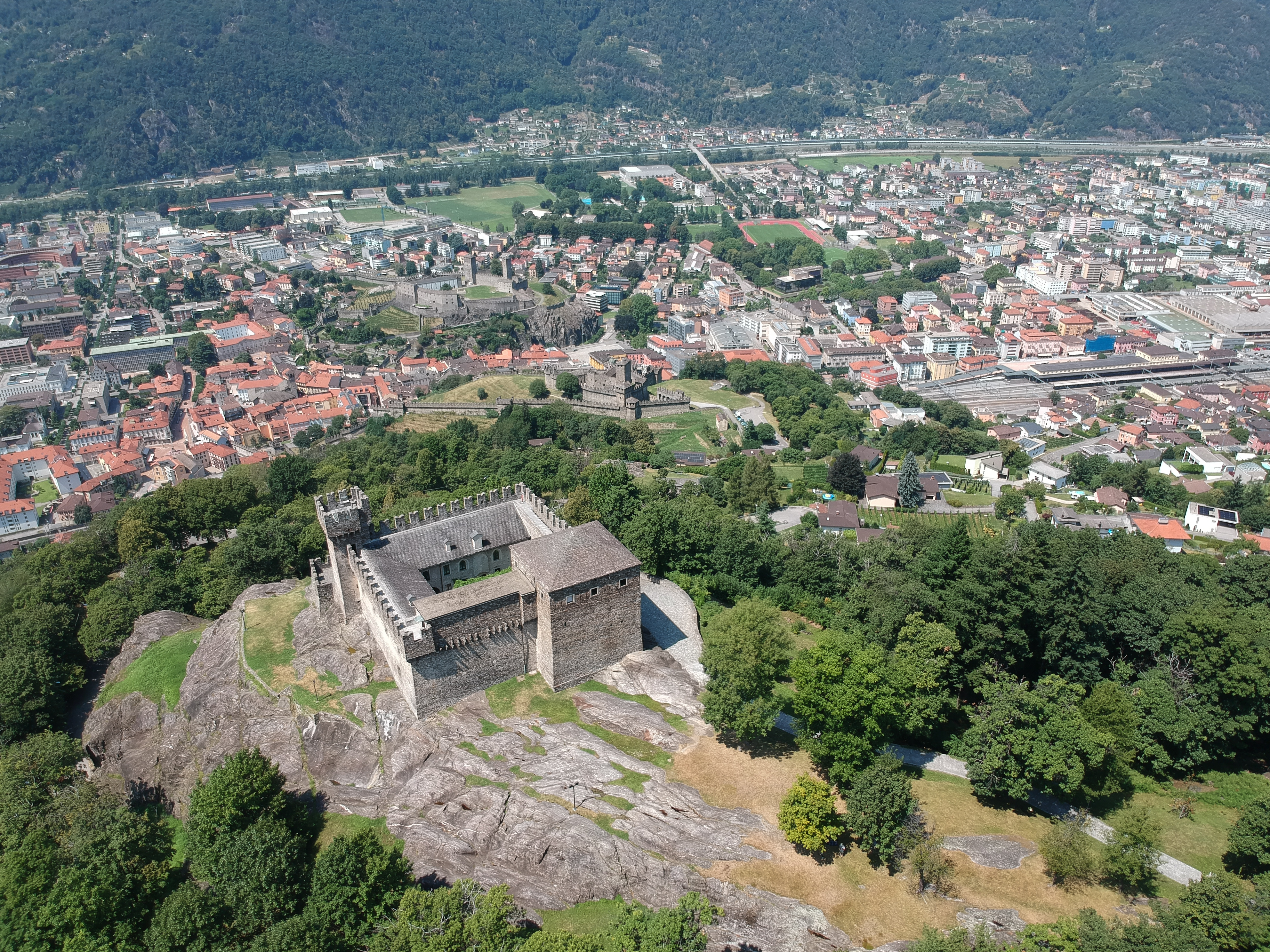
Bellinzona

### Obce
V kantonu je celkem 106 obcí (stav v lednu 2023). Obce (comuni) se seskupují do 38 krajů (circoli) a ty do 8 výše uvedených okresů, jak je výše naznačeno. Parlament Ticina původně zamýšlel snížit počet obcí ze 135 na 23 do roku 2020 (srovnatelné s reformou obcí v kantonu Glarus, kde bylo původních 16 obcí sloučeno do tří).
Níže jsou uvedeny nejlidnatější politické obce Ticina s více než 5000 obyvateli k 31. prosinci 2022:
| Obec                      | Počet obyvatel |
| ------------------------- | -------------- |
| Lugano                    | 62 464         |
| Bellinzona (hlavní město) | 44 270         |
| Locarno                   | 16 241         |
| Mendrisio                 | 14 909         |
| Minusio                   | 7421           |
| Chiasso                   | 7420           |
| Capriasca                 | 6740           |
| Losone                    | 6713           |
| Massagno                  | 6575           |
| Biasca                    | 6110           |
| Ascona                    | 5436           |
| Gambarogno                | 5076           |

### Okresy

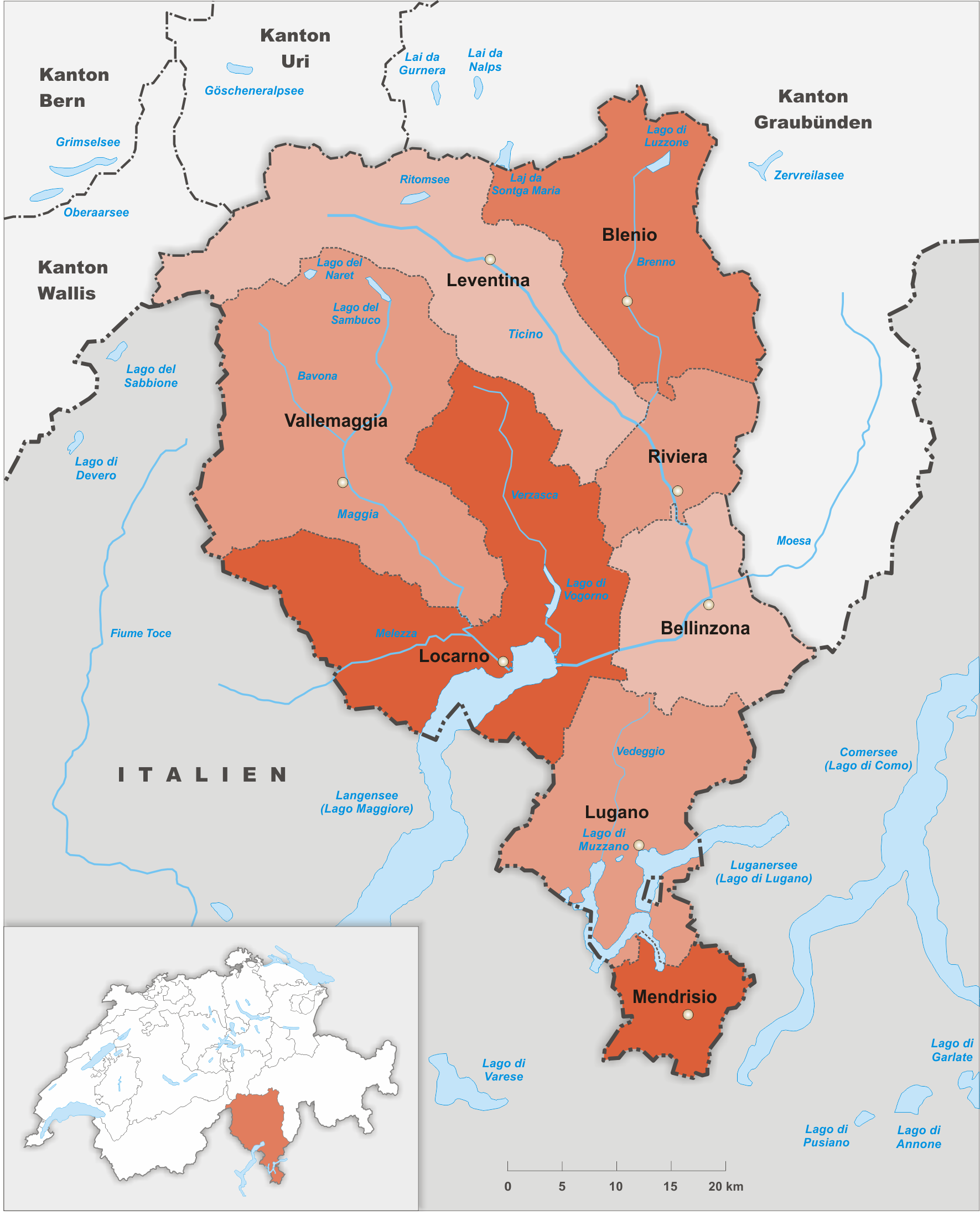
Okresy kantonu Ticino

Kanton Ticino se člení na 8 okresů (distretti), jejichž vymezení vychází z členění území moderního kantonu před francouzským vpádem do Švýcarska roku 1798:
| Okres       | Počet obyvatel (31. 12. 2022) | Rozloha (km²) | Hlavní město |
| ----------- | ----------------------------- | ------------- | ------------ |
| Bellinzona  | 57 005                        | 226,33        | Bellinzona   |
| Blenio      | 5629                          | 360,58        | Acquarossa   |
| Leventina   | 8649                          | 479,53        | Faido        |
| Locarno     | 64 371                        | 550,78        | Locarno      |
| Lugano      | 152 321                       | 307,95        | Lugano       |
| Mendrisio   | 49 796                        | 100,75        | Mendrisio    |
| Riviera     | 10 298                        | 145,62        | Riviera      |
| Vallemaggia | 5954                          | 569,39        | Cevio        |
| Celkem (8)  | 354 023                       | 2812,15       | Bellinzona   |